# Астрономия инков
Астрономия инков — астрономические познания и взгляды жителей Империи Инков (Южная Америка). Инкская астрономия отличалась своеобразием: наблюдение велось не только за звёздами, но и за межзвёздными тёмными «созвездиями». Сохранилось немного сведений о познаниях как самих инков, так и подчинённых ими народов, ввиду игнорирования и незнания испанскими завоевателями местных систем кодирования информации кипу, токапу, келька, до сих пор оставшихся не дешифрованными. Между современными представлениями народов кечуа и аймара и древней астрономией всё же сохранилось отношение преемственности.

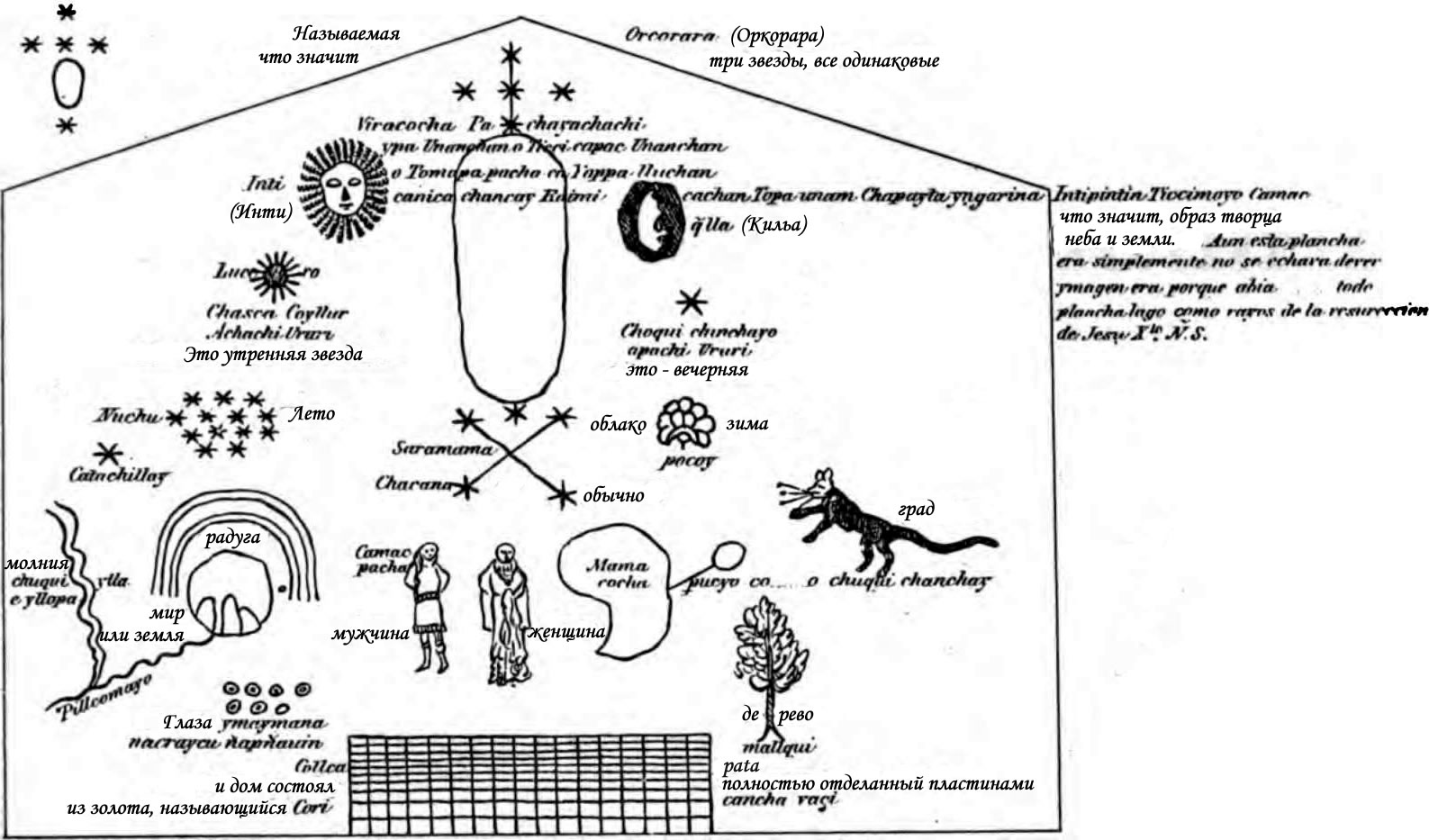
Пачакути Ямки. Космология инков на языке кечуа. Испанские слова на изображении переведены на русский.

## Исторические источники
Все католические миссионеры и чиновники, последовавшие за Франсиско Писарро, старались уничтожать записи о древних инкских верованиях и их культуре, в том числе и архивы кипу, касавшиеся астрономии. Основными авторами, донёсшими до нас познания инков об астрономии, являются (в хронологическом порядке):
- Сьеса де Леон
- Хуан де Бетансос
- Хуан Поло де Ондегардо-и-Сарате
- Кристобаль де Молина
- Блас Валера
- Пабло Хосе де Арриага
- Франсиско де Авенданьо
- Франсиско де Авилы
- Пачакути Ямки
- Фернандо де Монтесинос

Широкий спектр астрономических понятий представлен также в словарях конца XVI — начала XVII века кечуа (Ольгин, 1608) и аймара (Бертонио, 1612).

## Космология
Инкская астрономия непосредственно связана с космологией и мифологией, поскольку каждая вака (священное место на земле) отражала некое небесное тело или явление. Это нашло отражение во многих легендах, где при сотворении мира, небесные объекты сошли под землю, а потом вновь вышли из скал, пещер, родников, то есть из каждой уаки. Из них же вышли сами народы, по представлениям инков.

## Определения времени/пространства у инков

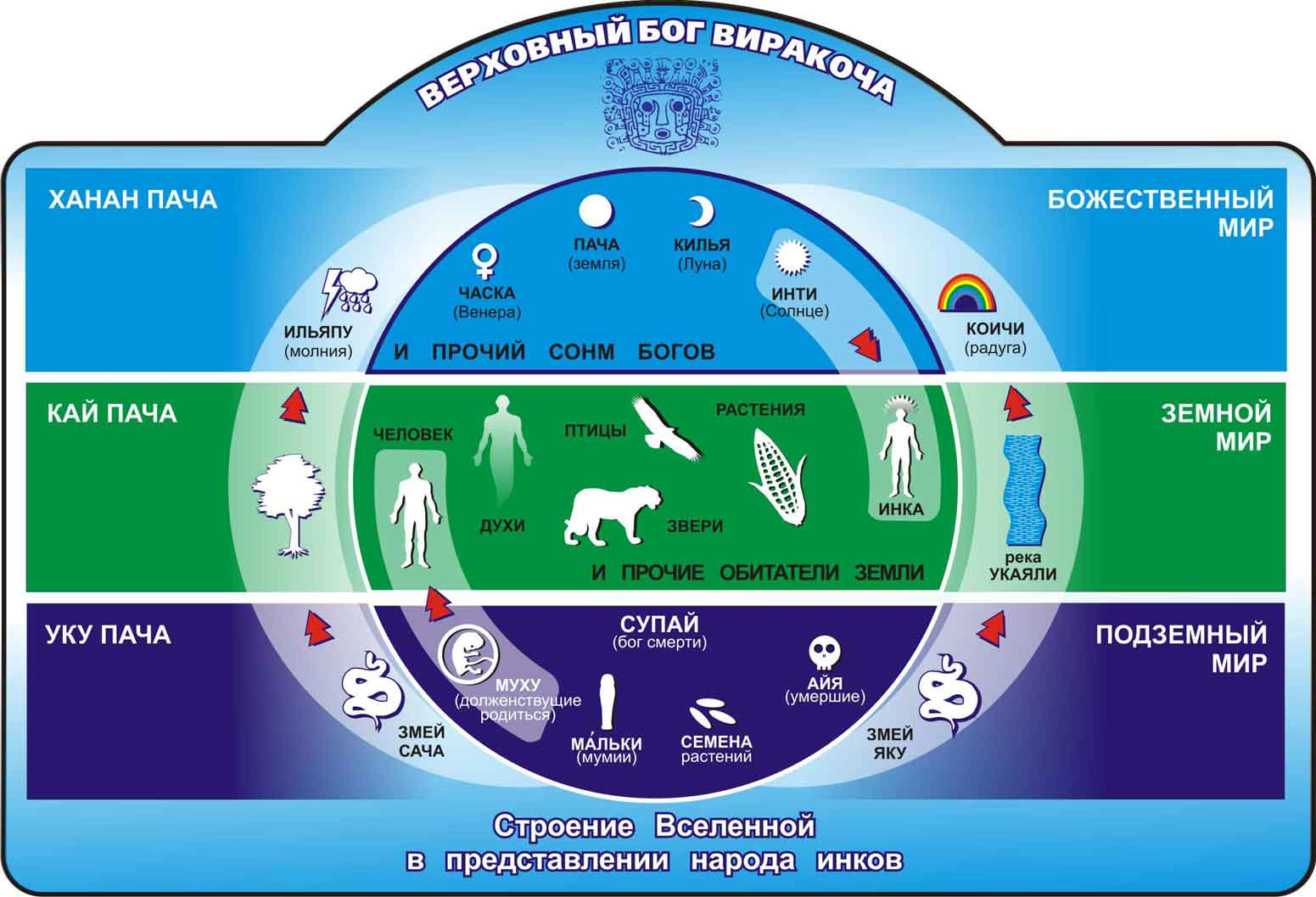
Космология инков. Три мира: Ханан Пача, Кай Пача, Уку Пача.

Для инков время совмещалось с пространством, как это выражается уже в самом слове на языке кечуа «pacha», что значит время и пространство (длина, ширина и глубина) одновременно, то есть в одном слове отображены значении сразу четырёх измерений и представления о статике и динамике. Эта синонимия между временем и пространством обозначает, что первое показывалось конкретно и проецировалось на географическое пространство. Время Пача делилось на: настоящее — пача, и прошлое-будущее — ньявпа-пача.
И оно показывается идущим по кругу:
- как назад, это обозначает термин ñawpa pacha — прошлое время,
- так и вперёд, ведь это же слово значит будущее время и пространство впереди.

Близкими к термину ньявпа были: урин — давнее и невидимая зона, и ханан — недавнее и видимая зона.
В представлении инков существовало три мира: Ханан Пача, Кай Пача, Уку Пача. Горизонт (в условиях гористой местности это была не только горизонтальная линия, но и вертикальные и любые другие) назывался кинрай, в свою очередь предполагаемая за горизонтом земля, и не видимая наблюдателем, называлась кинрайнин.
Происхождение/начало мира называлось — Паккарик пача.
Пространственно север у инков находился внизу, а юг — вверху.
В доколумбовом мире, где время показано конкретно, понятие «нуля» не соотносится с понятием «ничто», как наш «нуль», а соотносится чем-то конкретным и предметным. Уже сам по себе символ «нуль» у инков и майя является чем-то осязаемым: это шнур без узла для инков, раковина для майя и кукурузный початок для ацтеков. Иными словами — начало чего-либо.
Как показал новый анализ языка и жестов аймара американскими учёными, индейцы представляют время наоборот: в воображаемой пространственно-временной шкале будущее для них остаётся позади, а прошлое ещё только предстоит увидеть.

## Теории движения небесных тел

### Небо
Небо называлось Анакпача или Анан пача.
Зенит или точка середины небосвода называлась Тикну (Ticnu). Небесный путь — Анак пачаньан (Hanac pachañan).

### Млечный путь

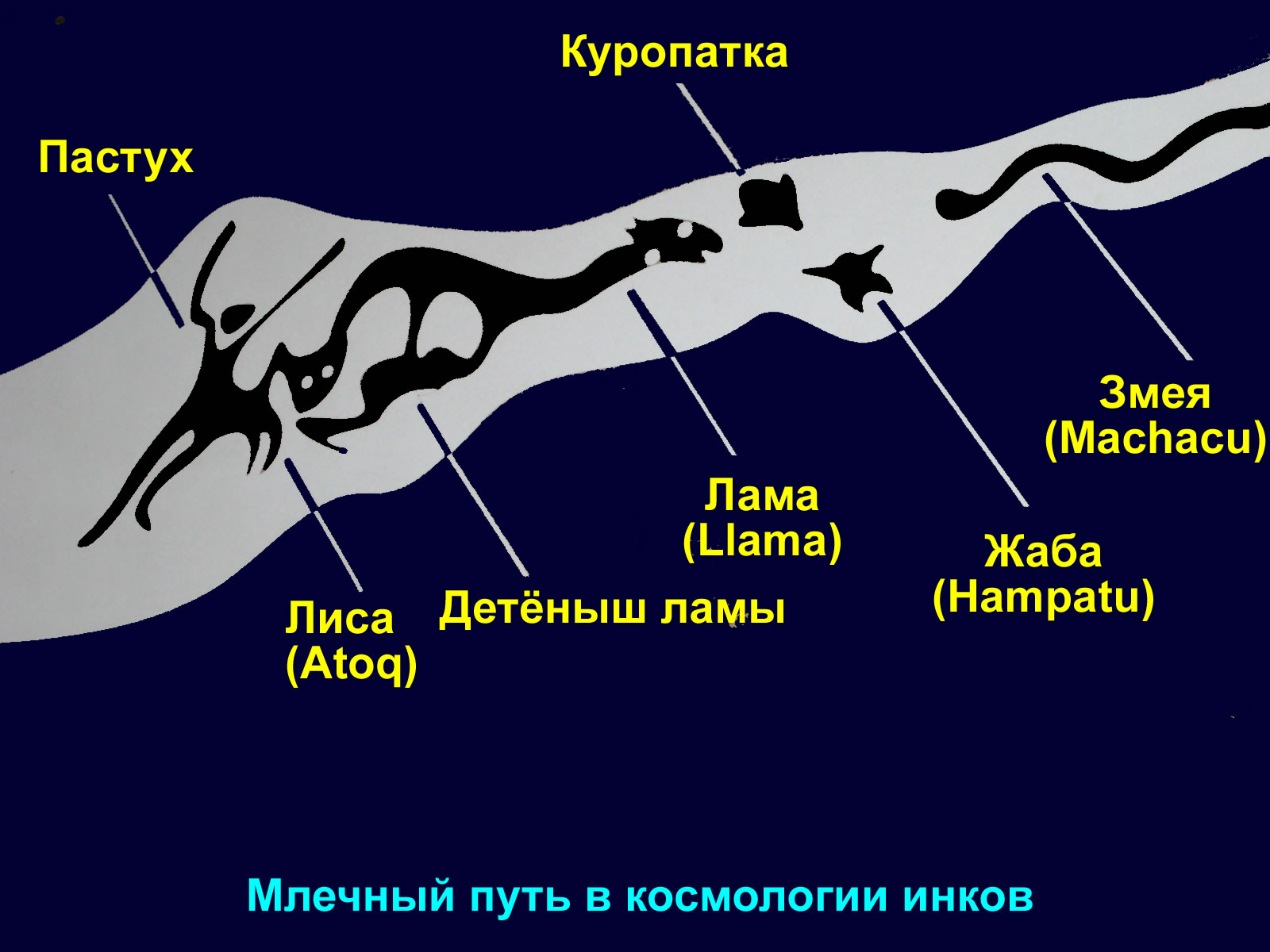
Млечный путь в космологии инков.

Первостепенным небесным объектом считался Млечный Путь («Майю» — Река, кечуа mayu), на котором или вблизи которого расположены все более мелкие значимые объекты. Положения Майю в периоды, когда в результате вращения земли ось Млечного Пути максимально отклоняется в ту и в другую сторону от линии Север—Юг, отмечают границы, членящие мир на четыре сектора. На земле примерно под тем же углом пересекаются две центральные улицы селения (и продолжающие их дороги) и оросительные каналы.
Небесная река отражается или продолжается на земле в виде Вильканоты (Урубамбы) — главной водной артерии области Куско, текущей с юго-востока на северо-запад. Считается, что солнце совершает свой ночной путь под дном Вильканоты и насыщается её водами. Зимой в сухой (и холодный) сезон солнце пьёт мало и поэтому остывает.

### Звёзды, созвездия и межзвёздные участки

#### Созвездия
Инкских сведений о звёздах сохранилось немного. Так наибольший перечень звёзд привёл испанский юрист Хуан Поло де Ондегардо, описывавший в 1559 году обряды индейцев в Перу в своём трактате «Заблуждения и суеверные обряды индейцев»:

Из звёзд обычно все поклонялись той, которую они называют Колька, а мы называем Плеяды. И остальные звёзды почитались, особенно, когда им казалось, что они были необходимы для их защиты. Потому что различные звёзды они наделяли различными функциями. И потому Пастухи совершают преклонение и жертвоприношение одной звезде, которую они называют Уркучильай, это, как они говорят, баран из многочисленных оттенков, в чьём ведении находится сохранение скота, и считается, что это то, что Астрологи называют Лира. И они же поклоняются двум другим, которые проходят возле неё, называющиеся Катучильяй и Уркучильай. Которых они изображают в виде овцы с барашком. Другие, живущие в гористых местностях, поклоняются иной звезде, называющейся Чуки чинчай; это, как они говорят, Тигр, в чьём ведении находятся Тигры, Медведи и Львы. Также они поклоняются другой звезде, называющейся Анкочинчай, оберегающей других животных. Точно также они поклоняются другой [звезде], под названием Мачакуай, в ведении которой находятся Ужи и Змеи, чтобы они им не причиняли вреда; и особенно все животные и птицы, обитающие на земле: они верили, что одно их подобие пребывало на небе, [и] чьей заботой было их размножение и прирост. И так у них обстояло дело с различными звёздами, как с той, которую называют Чакама, и Топаторка, Мамана, и Мирко, Микикирай, и равным образом с другими.— Revista histórica; órgano del Instituto Histórico del Perú, Volume 1. — Lima, 1906, стр. 207—208
Catachillay orcochillay называлось созвездие Южный Крест.

#### Звёзды
Coyllur. — Звезда.
Ccoyllur pinchiy cachan, o cimiycachan. — Сияющая или переливающаяся звезда.
Ccoyllur chipchic. — ярко сияющая звезда.
Ccoyllurçapa hanacpacha — звёздное небо.

#### Межзвёздные тёмные участки
Инкам были известны следующие чёрные пятна на Млечном пути (многие из которых, как главные действующие лица, перечислены в мифе из рукописи Варочири, 1608):
- Лама — Chhoque chinchay.
- Детёныш Ламы
- Пастух
- Кондор
- Куропатка
- Жаба
- Змея
- Лиса

Интересно, что тёмным пылевым облакам Млечного Пути также придавали большое значение австралийские аборигены.

### Солнце
Солнце называлось Инти или Пунчау. Солнце, находящееся в зените обозначалось Интип тикнарайан. Восток и место, где восходит солнце — Yntip lloksimunan, или ceccamunan; запад и место, где садится солнце — Yntip yaucunan pata. Кольцо солнца или луны — Chimpu. Отклонение солнца от зенита вниз — Ticnumanta intiñam tticçun. Полное затмение солнца — Yntimtutayan, частичное затмение солнца — Llantuytucun asnillan. Солнце, поднимающееся к полудню — Inti ñam tiknurimun. Солнце, опускающиеся после полудня — Inti ttiksumun ttiksuycumun.

### Луна
Месяцев было двенадцать. Считались они по Лунам. Названия для луны и для месяца были одинаковыми: на кечуа — Кильа (кечуа Killa), на аймара — Пакси (Pacsi, или, точнее, Phakhsi). Все месяца имели равное количество дней.
Как в Мезоамерике, так и в Андах, Луна и ныне позволяет местным жителям, живущим в селах, принимать в расчёт лунные месяца, а когда её не видно, например, во время новолуния, она считается отсутствующей, то есть нулём.
Название затмения луны — Quillap tutayayñin.

### Планеты
Из словарей кечуа XVII века известно такое наименование планет — Hatun ccoyllur (кечуа Hatun quyllur). Дословно «высшая, большая звезда». Инкам были известны такие планеты, как Венера, Юпитер и Сатурн. Меркурий и Марс также наверняка наблюдались инками, но точной информации об этом до нас не дошло, их современные названия (Qatuylla «торговый», Awkakuq «воин») являются смысловыми кальками имён римских богов Меркурия и Марса.
Дошедшие до нас исконные названия планет позволяют сделать вывод о необычайно внимательном их наблюдении невооружённым глазом (вероятно, благодаря чистоте высокогорного воздуха), вплоть до различения подробностей, обычно наблюдаемых только в бинокль или телескоп, а также об отсутствии традиционной для древних цивилизаций Старого Света привязки планет к тем или иным божествам.
| Планета | Название на кечуа | Транскрипция | Значение названия  | Пояснение |
| ------- | ----------------- | ------------ | ------------------ | --- |
| Венера  | Ch’aska           | Ч’аска       | Пушистый, нечёткий | Вероятно, из-за нерезких благодаря атмосфере краёв диска                                                                            |
| Юпитер  | Pirwa             | Пирва        | Амбар, склад       | Возможно, из-за наличия спутников (ср. кечуа Qullqa «Плеяды», букв. «склад»), либо из-за значения в сельскохозяйственном календаре. |
| Сатурн  | Hawcha            | Хауча        | Соус (?)           | ? |

### Кометы
Из словаря Диего Гонсалеса Ольгина известно, что кометы обозначались и классифицировались следующим образом:
- Кометы — Tapia coyllur.
- Рассеивающаяся комета — Acochinchay (почти также назывались кометы у ацтеков — «дымящиеся звёзды» или ситлалин попока, находившиеся в их представлении на пятом небе).
- Нерассеивающиеся кометы — Chuqui chinchay (Chuqui означает «копьё».).

Историк Фернандо Монтесинос в своей книге неоднократно упоминает о регистрации комет индейцами Анд:

По истечении нескольких лет объявились две ужасные кометы, появившиеся в виде льва и змея. Царь [Манко Капак Йупанки] приказал собрать астрологов и амаута из-за того, что произошли достойные внимания затмения Солнца и Луны, и они советовались с идолами, и демон дал им понять, что Ильятиси хочет разрушить мир из-за их грехов, и для этого послал льва и змея, чтобы уничтожить Луну.— Монтесинос, Фернандо. Древние Исторические и Политические Памятные Сведения о Пиру

Во время этого царя [Ваман Такко Амаута] были видны многочисленные кометы и другие чудесные знамения, большие землетрясения, длившиеся многие месяцы. Они были столь примечательны, что обитатели пришли в смущение и совершили великие жертвоприношения Ильятиси Виракоча и матери-земле, которую называют Пачамама [Pachamama], умоляя их, чтобы столькие знамения и такие чудесные обернулись на добро.— Монтесинос, Фернандо. Древние Исторические и Политические Памятные Сведения о Пиру

По истечении нескольких лет в небе появились две кометы, одна цвета крови и в форме копья, и длилось это более года, и она появлялась с полуночи почти до полудня. Вторая была размером и формой с большой круглый щит, и появлялась в то же время, что первая, и обе на западе. Инка [Инка Капак Йупанки] приказал устроить великие жертвоприношения, как мальчиков и девочек — младенцев, так и овец, живых и из золота и серебра. Собрали совет предсказателей и колдунов, для того, чтобы объявить значение комет, и они дали ответ, что это означает великие бедствия, и что, несомненно, очень скоро должна будет пасть перуанская монархия. /86/ Тех, кто так говорил, инка приказал убить, а те, кто остались, взяли назад своё предсказание, объясняя ему кометы на его вкус.— Монтесинос, Фернандо. Древние Исторические и Политические Памятные Сведения о Пиру
По поводу двух комет пишет также Пачакути Ямки, и относит их появление к правлению Пачакутека Инки Йупанки (1438—1471): «Тогда две кометы [sacacas] вышли из Аусанката, и одна двигалась к Арекипе, а другая двигалась к частично заснеженным горам возле Ваманки. Их описывают как зверей с крыльями, ушами, хвостом и четырьмя лапами, со многими шипами на спинах; и на расстоянии они вызывали огонь»
Комета также стала, по одной из версий, причиной гибели последнего правителя Империи Инков — Атауальпы:

Когда был пленён Атавальпа в провинции Кахамарка, живы ещё некоторые христиане, находившиеся с маркизом доном Франсиско Писарро, пленившего того, видевших, как с неба в полночь падал зелёный знак [комета?], толщиной с руку, и длиной с копье-полупику. И поскольку испанцы пришли поглядеть на это, и Атавальпа узнав об этом, говорят, попросил у них вывести его посмотреть на это, а как только увидел, то опечалился, и таким был на следующий день. Губернатор дон Франсиско Писарро спросил его, почему он так опечалился, тот ответил: «я увидел небесное знамение, и скажу тебе, что когда мой отец Вайна Капак умер, видели другое знамение похожее на то». И не прошло 15 дней, как умер Атавальпа— Сьеса де Леон, Педро. Хроника Перу. Часть Первая. Глава LXV.

### Масштабы Вселенной
Одним из богов, отвечавших за мироздание был Виракоча. Его имя Illatici Huira Cocha, переведённое историком Фернандо де Монтесиносом выглядело следующим образом:
- «Великолепное (Сияющее) Основание и Бездна — Хранилище всех вещей», подразумевая, Закон или Космос, управляющий движениями светил и всего сущего[17].

По представлениям жителей Перу в XVI веке время-пространство было бесконечным, поскольку на вопросы историка Сьеса де Леона к индейцам: «постигли ли они, что Мир должен закончиться, они смеялись» в ответ.

## Измерения и инструменты

### Небесные явления
Как писал историк Бернабе Кобо в своей «Истории Нового Света», что как и у всех народов, учёт времени у народов Перу осуществлялся благодаря наблюдению за Солнцем и Луной, а также за планетами и звёздами. Движение Солнца вокруг Мира за день позволяло отличать день от ночи, а движение Солнца между обоими Тропиками — чтобы вести учёт годам. Солнечный год они определяли по солнцестояниям. А движения Луны — для вычисления месяцев. Началом года было зимнее солнцестояние — 23 декабря. Високосных лет, по Кобо, инки не знали, но Акоста замечает, что одни говорили, будто знали индейцы високосные года, другие — не знали.
Индейцы в середине XVI века говорили, что великих небес — четыре. Возможно, имеется в виду деление неба на 4 части: по Млечному Пути и поперёк его.
Наблюдали и за иными небесными объектами: кометами, метеорами.

### Каменные столбы
Измерения велись по размещённым на холмах и пригорках возле Куско столбам или камням: два на Восток от города, и два — на Запад. Через них выходило и садилось солнце, когда оно достигало Тропика Рака и Козерога. Два камня, по которым определялось начало зимы, назывались Пукуй-Суканка; два других, обозначавших начало лета, назывались Чирав(?)-Суканка.
У Хосе де Акосты упоминается о 12 столбах. Он их называет Succanga.. Антонио де ла Каланча приводит сведения о 8 столбах с восточной стороны и 8 столбах с западной.
Похоже, что уже в середине XVI века, после завоевания испанцами, эти столбы в Куско были заброшены и наблюдение за ними прекратилось или ослабевало.

### Линии «секе» и ваки

#### Секе
Уникальным изобретением народов Перу были линии секе (кечуа ceques — линия, черта), представлявшие собой воображаемые линии-направляющие, то есть векторы, исходившие из храма Кориканча, Куско. Существовало 40 линий, соединявшихся с 328 священными местами — ваками.
Время, действительно, до такой степени являло собой единение с пространством, занятым человеком, что «ceques», линии, выходившие из центра Инкского мира, города Куско, позволяли определить не только социальные группы и 328 Вак, помечающих ритуальный календарь Инков из 328 дней, но также некоторые из них кодифицировали астрономические обсерватории, указывая место некоторых знаменательных солнечных и лунных позиций.

#### Ваки
Инки наделяли сверхъестественными силами самые разнообразные предметы, природные явления, места и даже горы, которые до сих пор почитают некоторые перуанские крестьяне. Такие своеобразные святыни они называют одним общим словом — «вака» (святое место).
В Куско уаки вместе со столбами, по которым вёлся календарь инков, составляли число 350.
Согласно Докладу королю Испании, составленного губернатором Франсиско де Борха 8 апреля 1615 года, у индейцев Перу было 10422 идола, из них 1365 мумий, и некоторые являлись основателями их родов, племён и селений. Также известно, что в некоторых провинциях было более 300 вак, например, в провинции Гуамачуко.
Испанский священник и летописец отец Бернабе Кобо заметил, что инки не делали различия между земным и небесным. Термин «вака», по его словам, они «применяли по отношению ко всем святым местам, предназначенным для молитв и жертвоприношений, как и ко всем богам и идолам, которым поклонялись в таких местах». Он составил список 350 уака, в нём фигурировало все — от гор, скал, источников до древних гробниц и полей сражений, на которых императоры покрывали себя неувядаемой славой. И это только в одном районе Куско. Отец Кобо также описал, что они из себя представляли: они располагались вдоль целой серии линий, называемых «секе», которые исходили из одного определённого места, Кориканчи, расположенного в самом сердце Куско. Каждая из таких секе, вместе со всеми своими уака, становилась предметом забот и исключительной ответственности определённого клана, который ухаживал за этим местом и по торжественным случаям приносил жертвоприношения.
Археологи подметили, что места расположения некоторых уака связаны с восходом и заходом солнца по определённым дням и поэтому они могли служить своеобразным ритуальным календарём. Но такой вывод, как и прочие заключения о культуре, не оставившей после себя никаких письменных памятников, остаётся лишь догадкой.

#### Кипу
Несомненно, исчисление времени также осуществлялось и регистрировалось при помощи кипу, как заметил американский исследователь Гари Уртон, и, похоже, в связке с юпаной — счётами.

## Знатоки астрономии
Специалистами в астрономии были философы — амаута, они же были и астрологами. Во многом благодаря им испанцам и удалось собрать сведения по мифологии индейцев Андского региона.
Фернандо де Монтесинос заметил, что:

Амаута говорят, что из этих времён происходят сведения, по древнейшему преданию, передаваемому из уст в уста, что когда царствовал этот князь [Синчи Коско], у них были буквы, и их знатоки, называемые амаута, и они /18/ учили читать и писать, и главной наукой была астрология.— Монтесинос, Фернандо. Древние Исторические и Политические Памятные Сведения о Пиру

## Календарные реформы
Согласно сведениям Монтесиноса, изменения в календарь вносились неоднократно, в основном по причине обнаружения несоответствия между наблюдаемыми небесными объектами и установленными датами, из-за чего приходилось корректировать время и переносить даты солнцестояний или равноденствий.
Так, Инка Йавар Укис [Yahuar Huquiz] «был великим астрологом, и определил хороший способ как должны считаться вставные дни или високосы каждые четыре года. Он приказал, чтобы для хорошего счета будущих времён каждые четыреста лет вставлялся один год и отказались бы из-за них от високосов, так как согласно амаута астрологам, с которыми он имел большие собрания, царь выяснил, что таким образом счёт лет достигнет точности. И старики в память об этом царе и о событии называют високос „укис“ [Huquiz], хотя ранее называли его „алькаалька“ [Alcaallca], и также в память об этом царе назвали месяц май Лавар Укис [Lahuar Huquiz]».
При таком подсчёте за 400 лет бы набегало 2400 часов, или — ровно 100 суток, но речь идёт об 1 годе.
Или, например, астролог Манко Капак Амаута «Он был очень мудр и великий астролог, из-за чего его и прозвали „амаута“. Он устроил собрание всех знатоков этой науки, и посовещавшись с ними, сказал, что Солнце и Луна находятся в отличающихся |от должных| положениях [diferentes puestos]. Он приказал, чтобы начало общепринятого года приходилось на весну, что согласно нашему счету
соответствует весеннему равноденствию ‹лакуна› марта. Этот царь, вместе с другими астрологами, обнаружил, наблюдая воздействия звёзд, что должны быть великие изменения в этом перуанском царстве, и так он принялся обучать этому своих сыновей и наследников, и предостерёг их, чтобы они всегда проявляли осмотрительность, обращаясь к Ильятиси Йачачик Виракоче, который является верховным Творцом всех вещей, чтобы он был к ним благосклонен, имея за ходатаев Солнце и Луну, их отцов и прародителей, постоянно принося им
жертвоприношения».

### Первичные источники
В хронологическом порядке:
- Херес, Франсиско де. Завоевание Перу и провинции Куско. www.vostlit.info (Восточная литература). — Отрывки. Дата обращения: 28 сентября 2009. Архивировано 30 ноября 2011 года.
- Педро Сьеса де Леон. Хроника Перу. Часть Первая. www.kuprienko.info (А. Скромницкий) (24 июля 2008). — пер. А.Скромницкий. Дата обращения: 27 сентября 2009. Архивировано 9 июля 2012 года.
- Педро Сьеса де Леон. Хроника Перу. Часть Вторая: Владычество Инков. www.kuprienko.info (А. Скромницкий) (14 января 2009). — пер. А.Скромницкий и Valery Melnikoff. Дата обращения: 27 сентября 2009. Архивировано 5 февраля 2012 года.
- Педро Сьеса де Леон. Хроника Перу. www.vostlit.info (Восточная литература). — отрывки в пер. Шишовой. Дата обращения: 28 сентября 2009. Архивировано 23 мая 2013 года.
- Хуан де Бетансос, 1516—1576, «Повествование и Общее количество Инков», 1551.
- Овьедо-и-Вальдес, Гонсало Фернандес де. Всеобщая и естественная история Индий. www.vostlit.info (Восточная литература). Дата обращения: 28 сентября 2009. Архивировано 12 октября 2011 года.
- Лас Касас, Бартоломе де. Кратчайшее сообщение о разрушении Индий. www.vostlit.info (Восточная литература). Дата обращения: 28 сентября 2009. Архивировано 10 мая 2012 года.
- Лас Касас, Бартоломе де. История Индий. www.vostlit.info (Восточная литература). Дата обращения: 28 сентября 2009. Архивировано 7 августа 2011 года.
- Сарате, Агустин де. История открытия и завоевания Перу. www.vostlit.info (Восточная литература). — Отрывки. Дата обращения: 28 сентября 2009. Архивировано 22 сентября 2011 года.
- Хуан Поло де Ондегардо-и-Сарате. Заблуждения и суеверные обряды индейцев, извлечённые из трактата и расследования, сделанного лиценциатом Поло (1559). www.kuprienko.info (А.Скромницкий) (3 января 2010). — Доклад по вопросам верований индейцев Перу; освещены вопросы астрономии. Дата обращения: 3 января 2010. Архивировано 21 августа 2011 года.
- Анонимный автор. Доклад о религии и обрядах Перу, составленный первыми священниками Августинцами, направившимися туда для обращение местных жителей в христианство (1560). www.kuprienko.info (А.Скромницкий) (28 сентября 2009). — Религия Анд. Мифология Инков и жителей Вамачуко (Центральное Перу). Дата обращения: 28 сентября 2009. Архивировано 8 декабря 2012 года.
- Титу Куси Юпанки. Документы Диего де Кастро Титу Куси Юпанки (1565-1570). www.kuprienko.info (А.Скромницкий) (29 ноября 2009). — Документы за 1565-1570 гг., связанные с Титу Куси Юпанки, являвшегося предпоследним правителем Инков. Дата обращения: 29 ноября 2009. Архивировано 22 июня 2012 года.
- Гарси Диес де Сан-Мигель. Отрывки из его «Доклада» (1567). www.kuprienko.info (А.Скромницкий) (22 ноября 2009). — Опрос правителей провинции Чукуито (окрестности озера Титикака) в регионе Кольясуйу, а также правителей селений (Южное Перу и Боливия). Дата обращения: 22 ноября 2009. Архивировано из оригинала 4 декабря 2012 года.
- Поло де Ондегардо, Хуан. «Инструкция по борьбе с церемониями и обрядами, применяемыми индейцами со времён их безбожия» (1567). www.kuprienko.info (А.Скромницкий) (3 января 2010). — Доклад по вопросам верований индейцев Перу. Дата обращения: 3 января 2010. Архивировано 21 августа 2011 года.
- Поло де Ондегардо, Хуан. Доклад о происхождении Инков, и о том, как они расширили свои завоевания (1572). www.kuprienko.info (А.Скромницкий). — Религия Анд. Религия Инков, их законы, история. Дата обращения: 28 сентября 2009. Архивировано 18 июля 2012 года.
- Сармьенто де Гамбоа, Педро, 1532—1592, «История Инков», 1572.
- Молина, Кристобаль де. Доклад о Сказаниях и Обрядах Инков (1575). www.kuprienko.info (А.Скромницкий). — Религия Инков, их история. Дата обращения: 28 сентября 2009. Архивировано 10 июля 2012 года.
- Акоста, Хосе де
- Инка Гарсиласо де ла Вега. История государства Инков. www.vostlit.info (Восточная литература). Дата обращения: 28 сентября 2009. Архивировано 11 августа 2011 года.
- Авила, Франсиско де. Боги и люди Варочири (1608). www.kuprienko.info (А.Скромницкий). — Религия Анд. Мифология и легенды Инков и жителей Варочири (Центральное Перу). Дата обращения: 28 сентября 2009. Архивировано 18 декабря 2012 года.
- Гуаман Пома де Айяла, Фелипе, «Первая Новая Хроника и Доброе Правление», 1615.
- Блас Валера, 1545—1597, «Невиновный изгнанник Блас Валера своему народу Тавантинсуйу» (пер. А.Скромницкий), — Киев, 2008.
- Муруа, Мартин де, «Общая История Перу».
- Монтесинос, Фернандо. Древние Исторические и Политические Памятные Сведения о Пиру. www.kuprienko.info (А.Скромницкий). — пер. В.Талах. Дата обращения: 28 сентября 2009. Архивировано 18 декабря 2012 года.